# Wikariat apostolski Saint Pierre i Miquelon
Wikariat apostolski Saint-Pierre i Miquelon - (łac. Apostolicus Vicariatus Insularum S. Petri et Miquelonensis) – nieistniejący rzymskokatolicki wikariat apostolski ze stolicą w Saint-Pierre, w Saint-Pierre i Miquelon. Podlegał bezpośrednio Stolicy Apostolskiej.

## Historia
- 1763 – powołanie prefektury apostolskiej Saint-Pierre i Miquelon
- 16 listopada 1970 – papież Paweł VI podnosi prefekturę do rangi wikariatu apostolskiego
- 1 marca 2018 – wcielenie wikariatu w struktury diecezji La Rochelle[1]